# Морелли, Анна
Анна Морелли (фр. Anne Morelli; р. 14 февраля 1948, Иксель, Брюссель) — бельгийская историк итальянского происхождения, специалист по истории религии и национальных меньшинств; профессор Брюссельского свободного университета. Автор ряда исследований, в том числе «Основных принципов военной пропаганды».